# Портрет Фрідріха III курфюрста Саксонії
«Портрет Фрідріха III Саксонського» — полотно майстра німецького ренесансу Альбрехта Дюрера, написане темперною фарбою в 1496 році. На полотні зображений курфюрст Саксонії з 1486 року Фрідріх III Мудрий. Портрет знаходиться в Берлінський картинній галереї, Німеччина.

## Історія
Ця картина була однією з перших комісій, отриманих Фрідріхом III, курфюрстом Саксонії від Альбрехта Дюрера. Дюрер, ймовірно, написав цей портрет між 14 і 18 квітня коли курфюрст Саксонії знаходився в Нюрнберзі. А сам портрет, швидше за все, був написаний з метою прикраси вітальні, це, в тому числі, виправдовує використання темперної фарби, що бистро застигає, а також, відсутність ґрунтовки в картині.
Фрідріх відразу став важливим клієнтом Дюрера. Практично відразу після власного портрета він потребував вівтар для приватної каплиці свого замку в Віттенберзі, а потім, Дюрер намалював для нього ще одну картину, яка потім буде названа Сім скорбот. Чотири роки по тому щоб прикрасити одну з кімнат свого замку він замовив у Дюрера ще одну картину, на якій Геракл вбиває стімфалійського птаха. Після чого, Дюрер в 1524 році гравіюванням зубилом знову зобразив самого Фрідріха III Мудрго на портреті.

## Деталі
Дюрер зобразив бюст Фрідріха з трьох чвертей, що дивляться прямо. Фігура курфюрста зображена на темно-зеленому тлі. Зображуючи руки які лежать на парапеті й тримають листа Дюрер надихався типовими традиціями фламандського мистецтва того часу. Вертикальна постава, багатий одяг з великою шапкою зі складеними клапанами, а також широко відкриті очі підкреслюють вольовий характер і непроникність особистості Фрідріха, а також його статус в суспільстві.